# الراهب ذو القبضة الحديدية
الراهب ذو القبضة الحديدية (بالإنجليزية : the iron fisted monk) (بالصينية التقليدية : 三德和尚与舂米六) هو فيلم من هونغ كونغ وهو فيلم فنون قتالية حركي والكاتب والمخرج لهذا الفيلم هو سامو هانغ .الفيلم من بطولة سامو هانغ وتشين سينج وجيمس تاين.

## تسلسل الأحداث في الفيلم
نحن الآن في معبد الشاولين الذي يدرب الكونغ فو, ويكون هناك هاسكر ( سامو هانغ ) ورجل آخر (تشين سينج) ,يبدأان عراكا كتدريب .وإذا توغلنا للداخل نرى الكثير من المتدربين يلعبون ويتدربون، فيدخل المعلم الكبير لابسا الزي الأصفر وهو ذو لحية فينحني الجميع وفي الداخل بعدما أنهى هاسكر المعركة مع ذلك الرجل كان يعمل معركة أخرى مع أحد المعلمين له (جيمس تاين ) وغلبه المعلم بعد العراك . وبعد العراك ذهب هاسكر مع المعلم للاغتسال فرأى الرجل الذي تعارك معه في البداية يغتسل بطريقة غير لطيفة، وهاسكر كان ماكرا ولعوبا، فقال للمدرب أن يتعارك معه مرة أخرى فقبل المدرب ولكن عندما اتى المدرب ليضرب هاسكر ابتعد هاسكر، فضرب المدرب ذلك الرجل فأوقعه في الماء، وسخر هاسكر منه .
بعد ذلك ذهب الجميع للطعام، وعندما اجتمع الكل بدؤوا بالأكل، وراهن هاسكر الرجل- الذي كان يقاتله في البداية- على الطعام، ففاز في الرهن وحمله خدمة مقابل كسبه للرهان، وبدأ الرجل بالعمل وورطه هاسكر أكثر عندما جعله يجلس على البيض وهدده بأن يخبر المعلم لذلك استلم الرجل العمل كله .
كان الكل يتدرب في أحد الأيام، فحان موعد الطعام فذهب الجميع وبقي هاسكر، فقال له المدرب أن يأتي، فعرض عليه هاسكر القتال، فأجلها المدرب إلى موعد آخر ولكنه هاسكر أبى ولم يقبل بذلك فذهب وحاول ضرب المعلم وأعطاه العصا وأخذ هو السيف , فلم يبقى للمدرب سوى أن يقاتله، فتبادلا الضربات ولكن في النهاية فاز هاسكر، وقال له المدرب أنه لن يفوز على خصم حقيقي .
كان الجميع نائما، ولكن هاسكر استيقظ وتطلع إلى مدربه، وتذكر ما قال له في آخر عراك، وجلس وبدأ يستجمع الذكريات، كان يعمل في موطنه وعمه كان في المحل المجاور، وكان هناك بعض المشوريين- أناس لا يعرفون الرحمة- وهم يستقوون أنفسهم أمام الضعفاء، فذهبوا لمحل عمه ولعبوا قليلا في البداية، ثم طلبوا من العم طلبات تعجيزية بالنسبة له، فقال لهم انه لا يستطيع تلبيتها، فكسروا محله، وضربوه ضربا مبرحا ثم تدخل هاسكر فأكل ضربا مبرحا كذلك، ثم في النهاية تدخل رجل بوذي قوي وضرب المنشوريين الذين وصفهم بالأنذال، فهرب المنشوريون، أمسك هاسكر بعمه فرآه ميتا، فقال له الرجل البوذي أن يذهب لمعبد الشاولين ويتعلم الكونغ فو لينتقم، وذلك كان السبب في ذهاب هاسكر للمعبد، ويرجع هاسكر لحاضره، ويقول في نفسه أن هؤلاء الناس يدمرون موطنه، ويظلمون سكانه، لذلك فكر في الهروب من المعبد لأنه لن يصبر سنتين للخضوع للامتحان، فهرب ولكنه وجد مدربه وأربعة معه، فقالوا له أنه محروم من الرجوع، وعلموه أربع أساليب، وكل واحد من الأربعة رجال كان يقول الأسلوب والمدرب ينفذ لتعليم هاسكر، والأساليب : 1- دافع من جهتين . 2- دافع من أعلى وأسف . 3- دافع من كل الجهات . 4- هاجم من كل الجهات . وعلموه تلك الأساليب وشكرهم، وودعه المدرب وأعطاه بعض النصائح والمال، ثم ذهب هاسكر إلى موطنه .
في وطن هاسكر كانت أخت تحدث أخاها بأن يرجع مبكرا للمنزل لأنه عيد ميلاد أمه، فذهب هو للعمل وهي للتسوق، وكان هناك سفاح منشوري ومعه مساعده وبععض الأتباع، فارتطموا في تلك البنت، فلحقوها للسوق ودفعوا عنها المال في محل السمك , ثم أصبحوا يطاردونها، وفي النهاية أمسكوها مع سيدة كبيرة، واغتصب السفاح تلك البنت، بينما كان الأخ في العمل وصله ذلك الخبر، فجن وعاد للبيت ولقي أخته منهكة ومصابة، ولم تقل له من اغتصبها، الذي قال له كانت السيدة التي معها، فقالت أنه «منشوري حيوان» , وانتحرت الأخت بسبب ما حصل لها، فغضب الأخ وذهب خارج المنزل . في هذه الأثناء كان هناك أولاد صغار يلعبون، فوقعت لعبتهم عند بعض المنشوريين، فخربها أولئك الرجال، وغضب الأولاد، ثم ضرب هؤلاء الرجال الأولاد وقصوا شعرهم، وحاولوا قتلهم ولكن هاسكر تدخل وضرب أولئك ضربا مبرحا للغاية وجعلهم مسخرة للسكان وللأطفال، آن ذلك وصل الأخ وهو يستشيط غضبا ووجد سكينا على الأرض، فأمسكها وقتل رجلا من أولئك، فخاف الأخ وخاف هاسكر من أن يلحق المنشوريون الأذى بهم، فهرب كل واحد منهم في اتجاه .
ذهب هاسكر إلى الرجل البوذي الذي أرشده إلى الذهاب إلى المعبد، وقال له قصته، ولكن ذلك الرجل البوذي أنكر عليه هروبه وضربه للمنشوري، وقال له أنه يجب أن يتحلى بالصبر، في إثناء ذلك، رأى السفاح المنشوري الرجل المقتول هو وأتباعه، ثم ذهبوا للبحث عن القاتل عند المعمل الذي كان آنيو -الرجل الذي ماتت أخته - فيه لأنهم ظنوا أن رئيس العمل هو القاتل، فذهبوا هناك وفتشوا ولم يجدوا شيئا . ذهب آنيو إلى الرجل البوذي وهاسكر، فقال الرجل لهاسكر أن يتخذ آنيو قدوة له، لكنه لم يكن يعرف أن آنيو قتل المنشوري، وبسبب أن أكل المعبد ليس لذيذا فقد عزم الرجل البوذي آنيو وهاسكر إلى العشاء على لحم كلاب، ثم ذهب هاسكر وآنيو إلى حانة، ودخلوا لكن البوذي أبى في البداية الدخول إلى أماكن كهذه، ولكنه لحقهما عندما دخلا وكان متخفيا، وذهب آنيو
ليمارس الجنس بعدما استقبلهما المضيف، ولكن هاسكر ذهب لأعلى فالتقى المنشوريين وبينهم الرجلين الذين كانا مع الرجل الذي قتله آنيو، وكان بينهم السفاح المغتصب أيضا، حاولوا أن يتهموه ويعرفوا من قاتل ذلك الرجل، ولم يستطيعوا ذلك، ذهب السفاح لممارسة الجنس، وحاول الباقي أن يذلوا هاسكر وذلك بمروره الدرج من بين أقدامهم، مر الدرج من تحت أقدامهم واستغرب البوذي لذلك، فأنهى الدرج وعندما خرج من الحانة، سحلت بناطيلهم لأن هاسكر أخذ الأحزمة التي كانت تربطها، لحقه البوذي وأراه أنه غاضب وقال له أن للصبر حدودا . عاد هاسكر للحانة وضرب الرجال ووضعهم فوق بعضهم وأذلهم بمرورهم من بين رجليه، وخرج الثلاثة من هناك وقال آنيو أن هاسكر قوي فأكد البوذي ذلك وقال بأنهما تدربان معا في المعبد .
لقد استشاط المغتصب المنشوري غضبا واستدعى رجلين اسمهما لاو وكاو، وبعدما أتيا قالوا لهما أن يهاجما المعمل الذي يعمل فيه آنيو، معللين السبب أنهم يرون أن أموال التجار يجب أن تكون لهم وأن ذلك المعمل يشكل خطورة عليهم لأنهم يتدربون على يد البوذي ثم على يدي هاسكر . دخل رجل يعمل لدى الإمبراطور ومعه رجلين أقوياء، وكان ذو قرابة مع المغتصب .
لقد رأى هاسكر الرجلين في إحدى الليالي، وأحد الرجلين ذهب لرئيس عمل آنيوو طلب منه عددا كبيرا من القماش في 5 أيام، وجعله يوقع عقدا ينص على أن البضاعة إذا لم تكن جاهزة سوف يأخذ الرجلان المعمل، وكان قبل المجئ قد اشترى كل الصبغة في السوق، ولكن هاسكر رآه وعرف الخطة، فذهب وسرق الصبغة التي اشتروها وجهزوا كل شيء في موعده، فانصدم الرجل وغضب، ثم عرف المغتصب أن الصبغة قد سرقت .
لقد كان يمشي المغتصب مع رجاله فرأى امرأة أراد أن يغتصبها، فبقي هو واثنين وذهبوا واغتصبوها، وجاءت عمتها لتدافع عنها ولكن أحد الرجال قتلها، وفي ذلك الوقت ذهب الرجال ليقتلوا جميع الرجال في المعمل ومن بينهم آنيو , وعندما انتهى السفاح مما كان يقوم به , ذهب إليهم وفي النهاية قتلوا الجميع ما عدا آنيو بقي حيا مليئا بالجراح , وعاد إلى منزله مثفلا من الجراح , وعندما عاد,رأى أمه مقتولة وزوجته مقتولة أيضا بفعل ذلك السفاح , ومات آنيو بين يدي هاكسر وهو يطلب منه ومن البوذي أن ينتقما .
ذهب هاسكر والبوذي بكل شجاعة إلى المنشوريين للاتقام , كان المجرمون يأكلون الطعام بظنون أن لا رادع لهم , ولكنهم فوجئوا بأن هاسكر والبوذي قد أتيا وبدأا بقتل الحراس الاثنين اللذان على الباب , وبدأ القتال في البيت , أنهوا على مجموعة رجال, ثم قاتلا لاو وكاو ولكن القتال معهما كان قويا لأنهما أقوياء , ثم قتلاهما الاثنين , ثم جاء العامل لدى الإمبراطور وهو أخ المغتصب ومعه الحارسان , وتقطعت ملابس البوذي بسبب أسلحة الحارسين , ولكنه أنهى عليهما , ثم قاتل البوذي أخ المغتصب بينما كان المغتصب يقاتل هاسكر , ولكنهما قضيا على المغتصب وأخيه .

## فريق الممثلين
سامو هانغ : هاسكر \ هاوكر
تشين سينج : تاك \ شين تيه
جيمس تاين : معلم هاسكي
لام تشينغ ينغ : عامل شو لو
فونغ هارك اون : موظف المغتصب
دين شيك : غووفي مان
يام سايكون : سفاح مانشو
وو ما : الحارس الذي كان في الحانة
تشانغ فات : عامل شو-ليو
تشان لونغ : سفاح مانشو
ايريك تسانغ : عامل شو-ليو
مارس : عامل شو ليو
توني ليو : عدو
بيلي تشان

## معلومات نزوله علىالدي في دي
في 29 – 10 – 2001 ظهر الفيلم على الديفيدي بواسطة شركة أساطير هونغ كونغ التي أنزلته على الدي في دي في أوروبا ضمن رمز المنطقة رقم 2 .

## وصلات خارجية
- الراهب ذو القبضة الحديدية على موقع IMDb (الإنجليزية)
- الراهب ذو القبضة الحديدية على موقع نتفليكس (الإنجليزية)
- الراهب ذو القبضة الحديدية على موقع ألو سيني (الفرنسية)
- الراهب ذو القبضة الحديدية على موقع أول موفي (الإنجليزية)
- الراهب ذو القبضة الحديدية على موقع قاعدة بيانات الفيلم (الإنجليزية)
- الراهب ذو القبضة الحديدية على موقع ليتربوكسد (الإنجليزية)
- الراهب ذو القبضة الحديدية على موقع كينوبويسك (الروسية)

1. ↑  وصلة مرجع: http://www.imdb.com/title/tt0076659/. الوصول: 8 يوليو 2016.
2. ↑  Australian Classification ID: iron-fisted-monk.
3. ↑  "معلومات عن الراهب ذو القبضة الحديدية على موقع movie.douban.com". movie.douban.com. مؤرشف من الأصل في 2013-04-26.
4. ↑  "معلومات عن الراهب ذو القبضة الحديدية على موقع allmovie.com". allmovie.com. مؤرشف من الأصل في 2019-12-11.
5. ↑  "معلومات عن الراهب ذو القبضة الحديدية على موقع csfd.cz". csfd.cz. مؤرشف من الأصل في 2019-12-11.